# Étienne Lafay
Pour les articles homonymes, voir Lafay.
Étienne Lafay, né le 11 août 1891 à Tarare et mort le 3 mars 1975 à Tarare, est un aviateur français, inventeur et pionnier de l’aviation. Il est considéré comme l'un des plus grands ambassadeurs des ailes françaises au Brésil.

## Biographie
Étienne Louis Lafay est né le 11 août 1891 à Tarare, dans le Rhône. Il est le fils de Pierre Lafay (1845-1923) et Catherine Antoinette Deroire (1865-1944),. Il épouse France Delenoncourt (1902-2001).
Mécanicien de métier, il intègre le corps aéronautique militaire en 1912 en tant que mécanicien d'aviation et volera à plusieurs reprises à ce titre. Il est l’inventeur breveté et constructeur du lance-bombes utilisé par le lieutenant Hector Joseph Varcin, pilote multi-décoré de la Première Guerre mondiale.
Il obtient son brevet de pilote le 19 novembre 1914, avec le numéro 1 736. Le 17 février 1915, après avoir intégré l’École d’Aviation de Pau, il décroche son brevet de pilote militaire en sortant major de sa promotion. Il est successivement caporal (16 février 1915), sergent (21 mai 1915) et adjudant (17 octobre 1915).
En 1915, il parvient à mettre au point la technique de vol de nuit de l’École d’Avord. Il demande à plusieurs reprises à être intégré en escadrille mais en raison de ses qualités exceptionnelles de pilote, il est détaché à Miramas pour créer une école identique et devient sous-lieutenant le 13 août 1916. Il est nommé chef-pilote de l’École d’Étampes, le 21 juillet 1917.
Il cumule plus de 2 500 heures de vol comme moniteur et a contribué à la formation de plus de 1 800 pilotes sur tous les appareils en service à l'époque. Il est nommé lieutenant le 14 juillet 1918. En 1919, Il est affecté au sous-secrétariat à l’aéronautique et fait partie d’une mission au Brésil. Il effectue le premier voyage en avion avec passagers au Brésil et formera les premiers pilotes militaires brésiliens. Il continue de servir l'aéronautique en parcourant le Brésil  et en réalisant de la propagande pour l’industrie aéronautique française.
En fin d'année 1924, il s'envole à Rio de Janeiro au Brésil pour une étude avec Joseph Roig, Paul Vachet et Victor Hamm pour le compte de la mission Latécoère. Le 14 janvier 1925, avec un Bréguet XIV, il effectue le vol historique Rio de Janeiro - Pernambouc (Recife). C'est le premier transfert de courrier postal à partir de Rio de Janeiro. En 1926, il continue à voler avec Paul Vachet au Brésil malgré les conditions météorologiques compliquées, il feront successivement halte à Florianópolis et Santos. Il est mobilisé de nouveau le 2 septembre 1939 par décret de mobilisation générale, il passe par différentes affectations dont notamment à l'administration puis sera détaché en avril 1940.
Étienne Lafay décède le 3 mars 1975 dans sa ville de naissance. Il est inhumé au cimetière de Tarare avec son père et sa mère ainsi que son frère et sa belle-sœur,.

## Distinctions et honneurs

### Décorations

#### Décorations nationales
- Officier de la Légion d'honneur[1] ;
- Croix de guerre 1914–1918 (2 Citations : 1 à l'ordre de l'escadrille et 1 à l'ordre de l'Armée)[1] ;
- Médaille interalliée de la Victoire[1] ;
- Médaille commémorative de la guerre 1914–1918[1].

#### Décoration étrangère
- Chevalier de l'ordre de la Couronne d'Italie en 1920.

### Honneurs
- Membre du Groupement « Antoine de Saint Exupéry des Vieilles Tiges » sous le no 93 en date du 11 juin 1950
- Une rue est nommée « Rue du Commandant Étienne Lafay » à Tarare.